# Pont de Stádlec
Le pont de Stádlec, Stádlecký Most en tchèque, traverse la rivière Lužnice à Stádlec (Bohême-du-Sud) depuis 1975 ; c'est le dernier survivant de style Empire, des ponts suspendus, à chaînes (Řetězový most) en République tchèque. De sa construction en 1848 jusqu'en 1960, il enjambe la Vltava, dans le petit village de Podolsko. En 1959, il est inscrit au patrimoine national (národní technická památka). Entre 1960 et 1975, il est démonté et déplacé à Stádlec, sur la Lužnice, d'où le nom qu'il porte aujourd'hui.

## Histoire

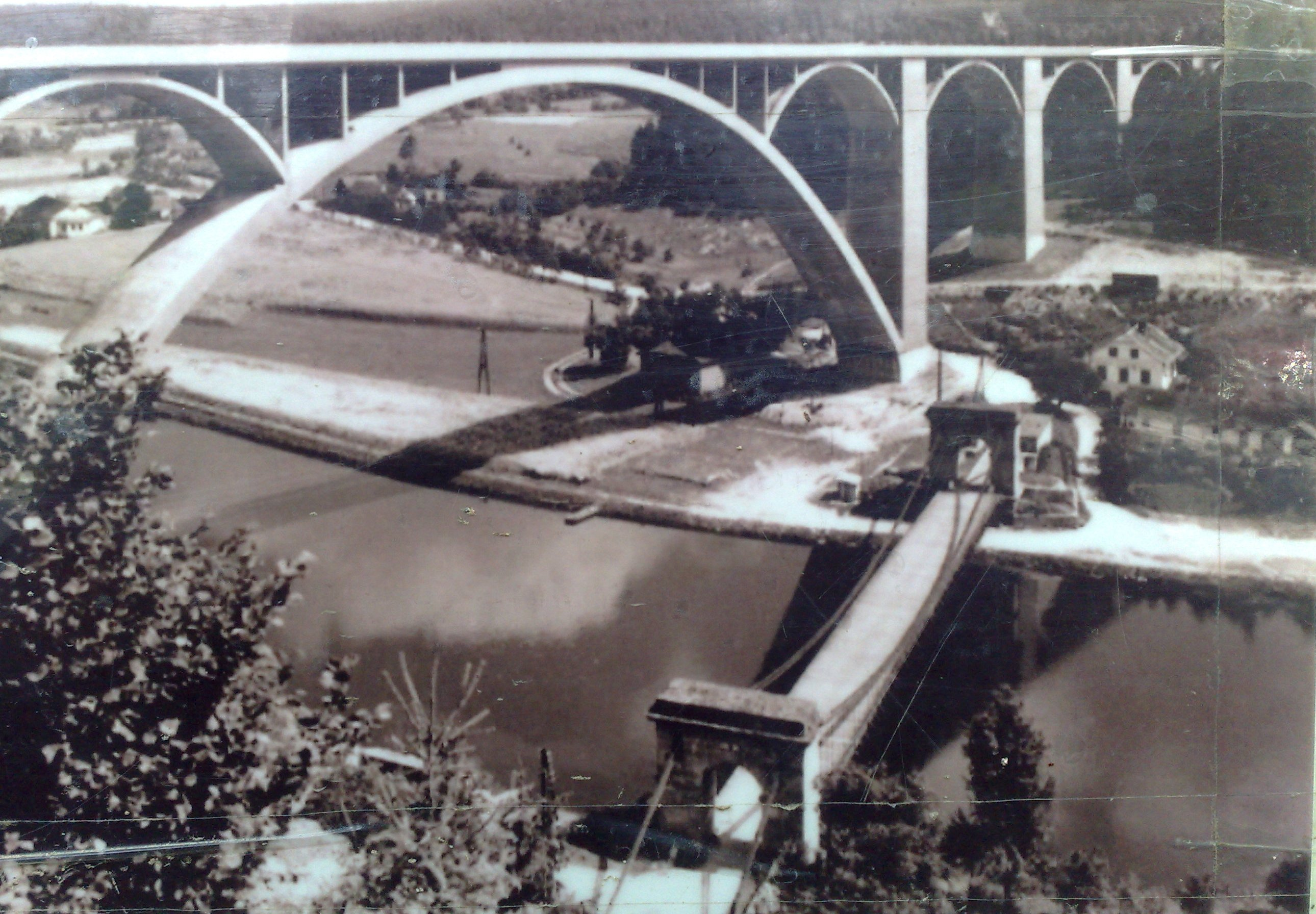
Vue sur les deux ponts

Le pont est construit par Vojtěch Lanna dans les années 1847–1848, d'après un projet des ingénieur et architecte, Gassner et Schnircha, sur la Vltava, à Podolsko, le long d'une importante route commerciale entre la Bavière et la Galicie. À cette époque, les ponts les plus proches sur la Vltava sont Týn nad Vltavou et Prague.
Il est utilisé pendant de longues années, jusqu'en 1960.
À la fin des années 1930 et au début des années 1940, toujours debout, il est doublé par un nouveau pont en en béton armé, beaucoup plus haut, dans le cadre du projet de construction du barrage d'Orlik. À sa mise en service, lorsque le lac de barrage noie le site, le vieux pont est sauvé du démantèlement par le fait même qu'il devient, en 1959, un monument culturel national protégé. Dans les années 1960, une offre d'achat venant de l'étranger est faite, mais rejetée ; il est alors déplacé puis remonté.
Pour ce remontage, les autorités hésitent entre plusieurs sites pittoresques possibles le long de la Lužnice, entre les villages de Stádlec et de Dobřejice. Elles optent finalement pour ce passage à gué où les transports maritimes se font alors par bateau.
Au démontage, les blocs de pierre ont été répertoriés en blanc, par des chiffres arabes, et en rouge par des chiffres romains. Ont été enregistrés 2 000 morceaux de granit et 1 100 pièces métalliques.
Depuis, il est toujours en exploitation. La cérémonie officielle d'ouverture a lieu le 25 mai 1975.
Le 14 mai 2008, la banque nationale tchèque émet un lot de 10 090 pièces de monnaie or commémoratives, intitulées Le  pont de chaînes à Stádlec, d'une valeur nominale de 2 500 couronnes tchèques. L'auteur en est Lubos Charvát.

## Conception du pont
La base de la structure du pont est composé de 4 chaînes (en deux paires). Celles-ci sont ancrées sur deux pylônes en pierre ; la portée est de 13 mètres. Le tablier se compose de planches en chêne, remplacées en 2007. Sous ce tablier est installée une passerelle mobile pour les petites réparations.
La circulation y est autorisée uniquement pour les véhicules de moins de 1,5 tonne. Des potelets fixes, à l'entrée du pont, permettent de restreindre l'entrée des véhicules, en fonction de leur largeur.

## Les environs

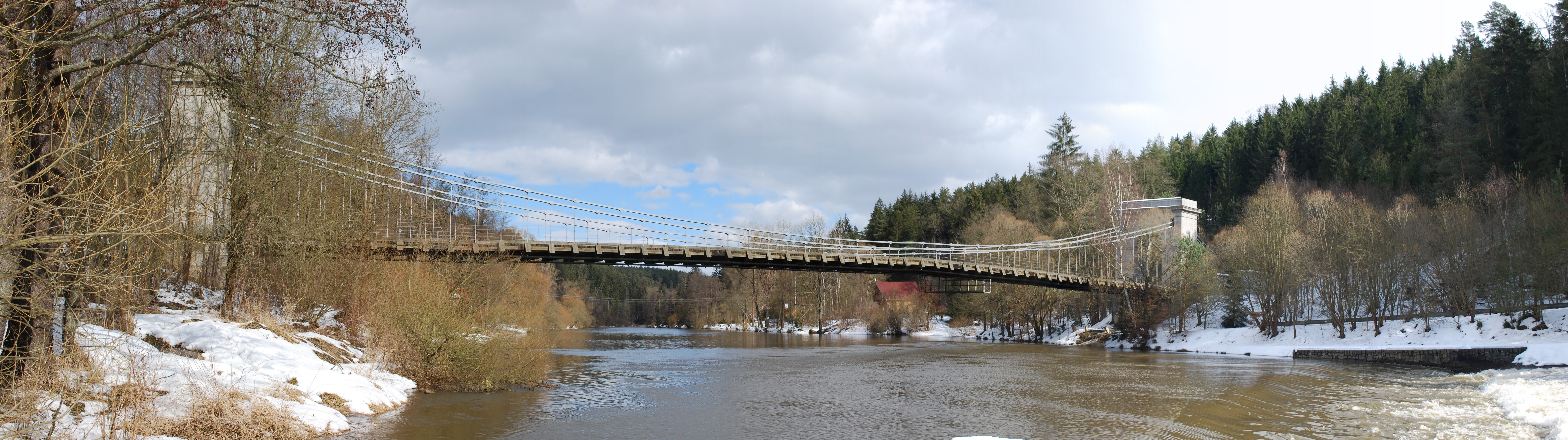
Panorama sur le pont

Le pont est à l'intersection de plusieurs sentiers de randonnée.
En amont, un sentier (repère rouge) longe la Lužnice sur 3,5 km, puis mène au château de Příběnice (6 km) et à Tábor, ville principale du district.
En aval, un second sentier (rouge et bleu), également empruntable par les vélos, conduit au château de Dobronice, puis, en suivant le seul repère rouge, à Bechyně.
Le troisième sentier (jaune) permet de rejoindre la rive droite de Stádlec ou, sur la rive gauche, d'aller jusqu'à Dobřejice et Malšice.

## Galerie

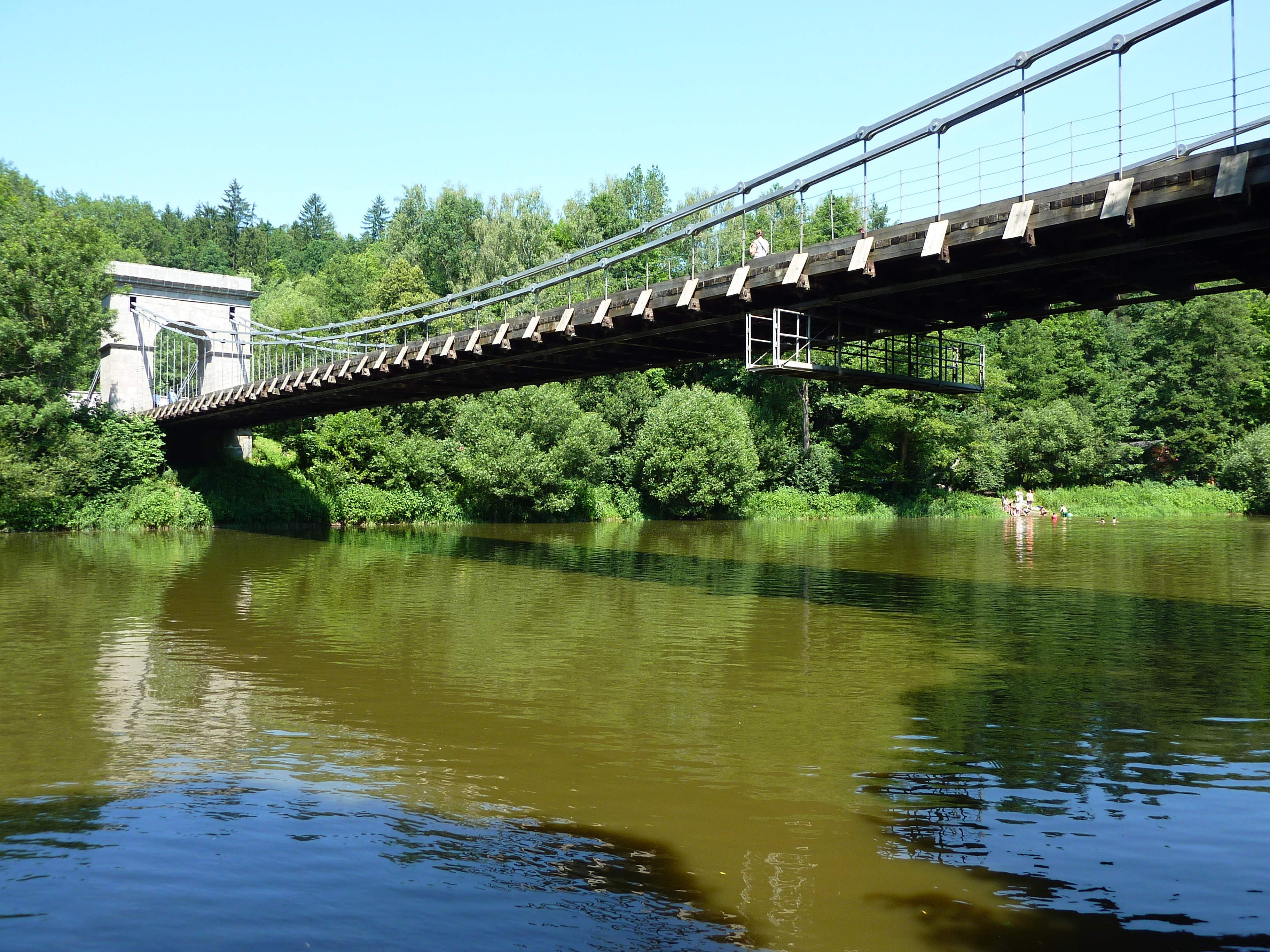
Le pont de Stádlec sur la Lužnice
Détails des protections du pont, lorsque la rivière charrie des glaçons en hiver
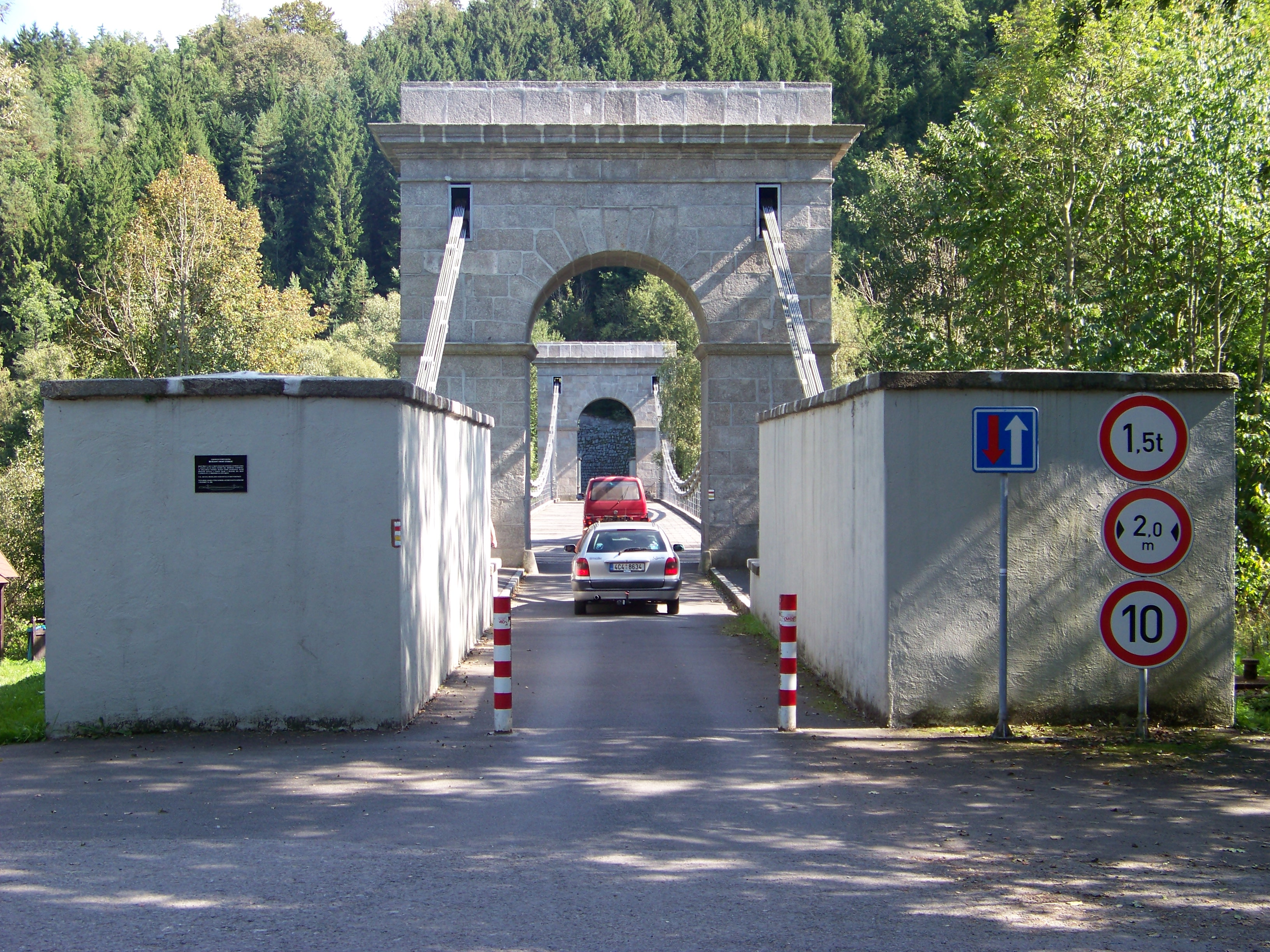
L'entrée du pont